# Teorema da superposição
O teorema da superposição para circuitos elétricos afirma que a corrente elétrica total em qualquer ramo de um circuito bilateral linear é igual a soma algébrica das correntes produzidas por cada fonte atuando separadamente no circuito.
Isto vale também para a tensão elétrica.  O princípio por trás da técnica da superposição é a propriedade aditiva das funções lineares. Com efeito, num dado circuito com duas ou mais fontes de corrente ou tensão independentes, um dado valor de uma grandeza é resultado das contribuições independentes de cada fonte de tensão ou corrente separadamente, sem que as outras estejam presentes no circuito. Ou seja, pode-se tomar uma única fonte de tensão ou corrente e eliminar as demais (substituindo fontes de tensão por um curto-circuito e fontes de corrente por um circuito aberto), calculando a grandeza desejada. Repete-se o processo com cada fonte independente de tensão ou corrente e, ao final, soma-se os valores encontrados.

## Exemplo

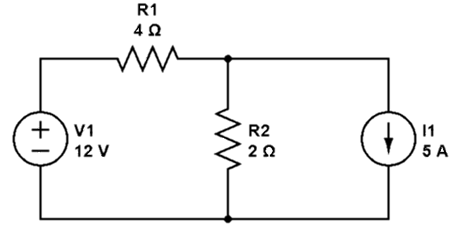
Circuito contendo fonte de tensão, fonte de corrente e resistores.

No circuito elétrico da imagem iremos determinar a tensão VR2 no resistor de 2Ω , adotando-se polo "+" no nó superior e polo "-"  no nó inferior, usando o Teorema da Superposição:
1º) Analise somente com a fonte de tensão V1
A fonte de corrente I1 é substituída por um circuito aberto, então podemos usar divisor de tensão e determinar VR2':
{\displaystyle VR2'={\frac {2}{4+2}}\cdot 12}
{\displaystyle VR2'=4V}

2º) Análise somente com a fonte de corrente I1.
A fonte de tensão V1 é substituída por um curto circuito, então podemos usar divisor de corrente e determinar VR2":
{\displaystyle VR2''=-5\cdot \left({\frac {4}{4+2}}\right)\cdot 2}
{\displaystyle VR2''=-6,67V}

3º) Soma algébrica dos resultados obtidos
{\displaystyle VR2=VR2'+VR2''}
{\displaystyle VR2=-2,67V}

Observe que o sinal negativo indica que a polaridade de VR2 é oposta do que foi adotado inicialmente, considerando o sentido convencional de corrente elétrica.